# Joy (film, 2024)
Joy är en brittisk biografisk och historisk dramafilm som hade premiär på Netflix den 22 november 2024. Filmen är regisserad av Ben Taylor efter ett manus skrivet av Rachel Mason och Jack Thorne.

## Handling
Filmen berättar historien bakom den banbrytande födelsen av Louise Joy Brown 1978 som var världens första provrörsbebis. Historien är berättad ur Jean Purdys perspektiv som tillsammans med vetenskapsmannen Robert Edwards och kirurgen Patrick Steptoe försökte hitta en lösning på infertilitet genom banbrytande in vitro-fertilisering (IVF).

## Rollista (i urval)
- Bill Nighy – Patrick Steptoe
- Thomasin McKenzie – Jean Purdy
- James Norton – Robert Edwards
- Charlie Murphy
- Rish Shah
- Mariam Haque
- Cecily Cleeve